# DJ Ötzi
DJ Ötzi (egentligen Gerry Friedle), född 7 januari 1971 i St. Johann in Tirol, är en österrikisk DJ och sångare.
DJ Ötzis genombrott var låten "Anton aus Tirol" som rönte stor framgång i Tyskland, Österrike och Sydtyrolen. En annan stor hit var "Hey Baby" som spelades flitigt i kommersiell radio runt 2001–2002.
| År   | Namn                                                | Listplacering | Listplacering | Listplacering | Listplacering | Listplacering | Listplacering | Listplacering | Listplacering      |
| År   | Namn                                                | Öst           | DE            | CH            | UK            | FRA           | AUS           | JAP           | Europeiska unionen |
| ---- | --------------------------------------------------- | ------------- | ------------- | ------------- | ------------- | ------------- | ------------- | ------------- | ------------------ |
| 2000 | Anton aus Tirol                                     | 1             | 1             | 2             | -             | -             | -             | -             | 5                  |
| 2000 | Gemma Bier trinken                                  | 12            | 15            | 37            | -             | -             | -             | -             | -                  |
| 2000 | Hey Baby                                            | 4             | 11            | -             | 1             | 1             | 1             | 1             | 1                  |
| 2001 | X-Mas Time                                          | 15            | 54            | -             | -             | -             | -             | -             | -                  |
| 2001 | Ramalamadingdong                                    | 15            | -             | -             | -             | -             | -             | -             | -                  |
| 2001 | Do Wah Diddy                                        | 9             | 29            | 75            | 9             | -             | -             | -             | -                  |
| 2001 | Live is Life (Here we go) (feat. Hermes House Band) | 15            | 15            | 26            | -             | 2             | -             | -             | -                  |
| 2002 | Today is the day                                    | 15            | 39            | -             | -             | -             | -             | -             | -                  |
| 2003 | Burger Dance                                        | 3             | 1             | 7             | -             | -             | -             | -             | -                  |
| 2004 | Not without us                                      | 10            | 20            | -             | -             | -             | -             | -             | -                  |
| 2004 | Tanz den Rehakles                                   | 43            | -             | -             | -             | -             | -             | -             | -                  |
| 2004 | Kanguru Dance                                       | 15            | 19            | -             | -             | -             | -             | -             | -                  |
| 2005 | Servus die Wadln                                    | 27            | 40            | -             | -             | -             | -             | -             | -                  |
| 2006 | Sieben Sünden (feat. Marc Pircher)                  | 2             | 30            | -             | -             | -             | -             | -             | -                  |
| 2006 | I am the Musicman                                   | 12            | 24            | -             | -             | -             | -             | 1             | -                  |
| 2007 | Ein Stern (der deinen Namen trägt) (feat. Nik P.)   | 1             | 1             | 4             | -             | -             | -             | -             | 5                  |

## Diskografi

### Singlar
- Anton aus Tirol
- Gemma Biertrinken
- Hey Baby
- Anton aus Tirol Megamix
- Tanz mit mir den Rehakles
- Love Peace & Vollgas
- X-mas time
- Don't Haha
- Live is Life
- Today is the day
- Not without us
- Do Wah Diddy
- Burger Dance
- Servus die Wadln
- Känguru Dance
- Rehakles
- 7 Sünden
- The Music Man
- Ein Stern (...der deinen Namen trägt)

### Album
- 2001: Love, Peace & Vollgas
- 2001: Never Stop The Alpenpop
- 2002: Today Is The Day
- 2002: Flying To The Sky
- 2004: Ich war immer der Clown
- 2007: Sternstunden